# Pycnopygius
Pycnopygius är ett fågelsläkte i familjen honungsfåglar inom ordningen tättingar: Släktet omfattar tre arter som förekommer på Nya Guinea:
- Bulbylhonungsfågel (P. ixoides)
- Gråbrun honungsfågel (P. cinereus)
- Strimhuvad honungsfågel (P. stictocephalus)

DNA-studier visar att arterna i släktet inte är varandras närmaste släktingar, där strimhuvad honungsfågel istället står nära bland annat munkskatorna i Philemon. Detta har ännu inte lett till några förändringar bland de större taxonomiska auktoriteterna.